# Gad Granach

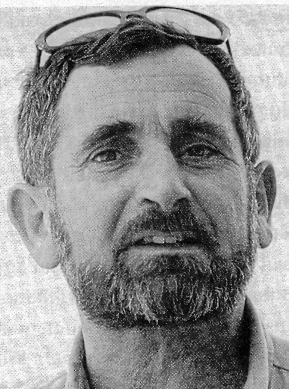
Gad Granach

Gad Granach (* 29. März 1915 in Rheinsberg, Mark Brandenburg als Gerhard Granach; † 6. Januar 2011 in Jerusalem, Israel) war ein deutsch-jüdischer Emigrant.
Granach wurde als Sohn von Alexander Granach und Martha Guttmann geboren. Er emigrierte 1936 nach Haifa, Palästina, und lebte in Jerusalem. Er publizierte seine Autobiographie unter dem Titel Heimat los! Aus dem Leben eines Jüdischen Emigranten.

## Veröffentlichungen

### Bücher von Gad Granach
- Gad Granach: Heimat los! Aus dem Leben eines jüdischen Emigranten. Ölbaum-Verlag, Augsburg 1997, ISBN 392721731X; Taschenbuchausgabe: Fischer Taschenbuch Verlag, Frankfurt 2000, ISBN 3596146496; Random House/Bertelsmann, München 2008, ISBN 978-3-442-73630-0
- Gad Granach: Where Is Home? Stories from the Life of a German-Jewish Émigré. Atara Press, Los Angeles 2009, ISBN 978-0-9822251-1-0

### Filme über Gad Granach
- Film: Pourquoi Israel, Regie: Claude Lanzmann, Frankreich, 1973
- Film: "Granach der Jüngere", Regie: Anke Apelt, Deutschland, 1997, Länge 90 min.
- Film: Alexander Granach - Da geht ein Mensch in der Online-Filmdatenbank, Regie: Angelika Wittlich, 2012. (Dokumentarfilm, darin Interview mit Gad Granach)

### CD mit Gad Granach
- Ach So! Gad Granach und Henryk M. Broder on Tour CD, Ölbaum-Verlag, Augsburg 2000, ISBN 3-927217-40-9